# Campeonato Europeo de Atletismo en Pista Cubierta de 1977

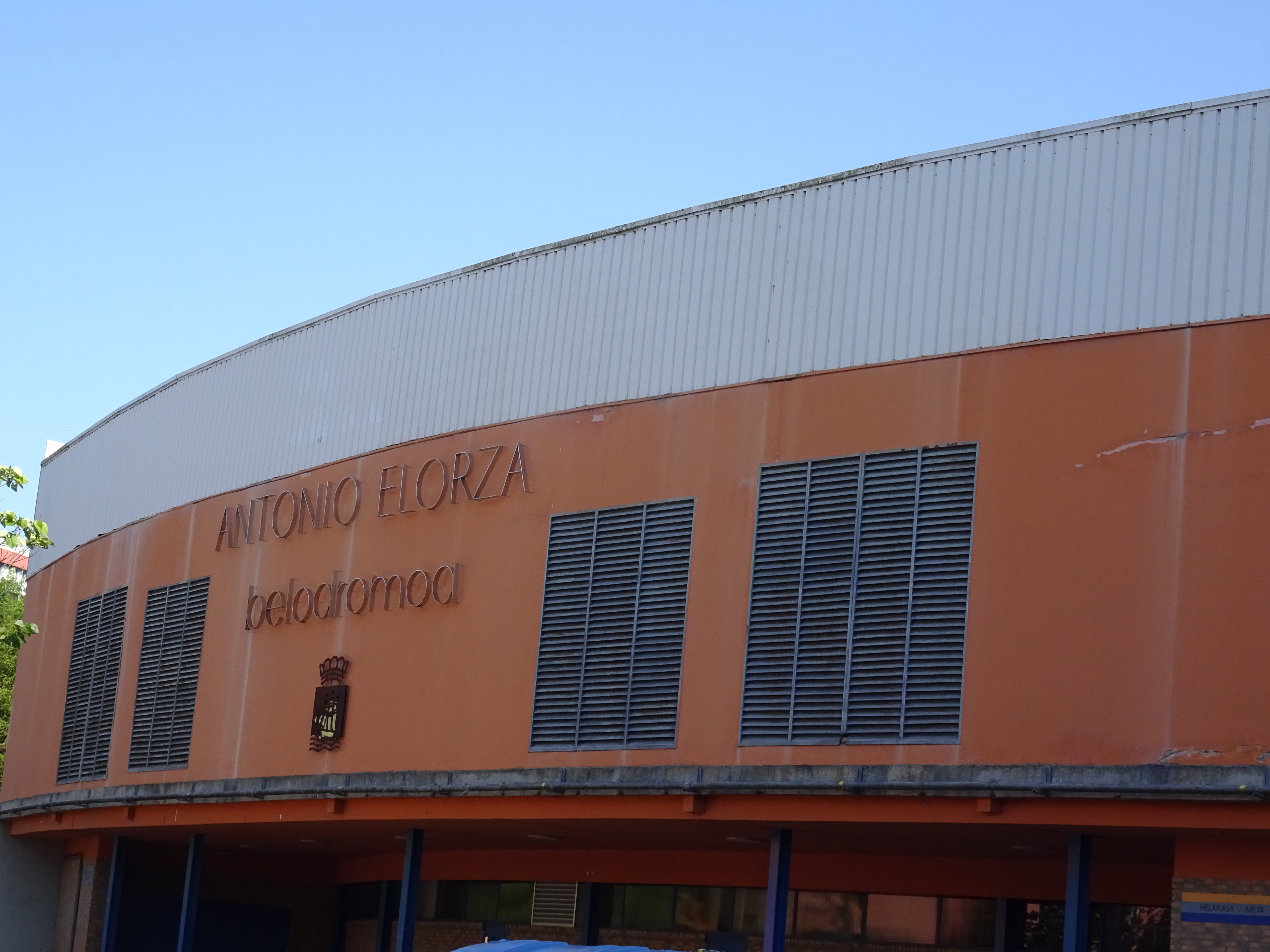
Velódromo Antonio Elorza, San Sebastián, España.

El VIII Campeonato Europeo de Atletismo en Pista Cubierta se celebró en San Sebastián (España) entre el 12 y el 13 de marzo de 1977 bajo la organización de la Asociación Europea de Atletismo (AEA) y la Real Federación Española de Atletismo.
Las competiciones se llevaron a cabo en el Pabellón de Anoeta de la ciudad vasca. Participaron 241 atletas de 24 federaciones nacionales afiliadas a la AEA.

## Resultados

### Masculino
| Evento                    | Oro                                                | Plata                                                 | Bronce                               |
| ------------------------- | -------------------------------------------------- | ----------------------------------------------------- | ------------------------------------ |
| 60 m (12.03)              | Valeri Borzov Unión Soviética 6,59 s               | Christer Garpenborg · Suecia · 6,60 s                 | Marian Woronin · Polonia · 6,67 s    |
| 400 m (13.03)             | Alfons Brijdenbach · Bélgica · 46,53               | Francis Demarthon Francia 47,11                       | Marian Gęsicki · Polonia · 47,21     |
| 800 m (13.03)             | Sebastian Coe Reino Unido 1:46,5                   | Erwin Gohlke República Democrática Alemana 1:47,2     | Rolf Gysin · Suiza · 1:47,6          |
| 1500 m (13.03)            | Jürgen Straub República Democrática Alemana 3:46,5 | Paul-Heinz Wellmann Alemania Occidental 3:46,6        | János Zemen · Hungría · 3:46,6       |
| 3000 m (13.03)            | Karl Fleschen Alemania Occidental 7:57,5           | Pekka Päivärinta · Finlandia · 7:59,3                 | Markus Ryffel · Suiza · 8:00,3       |
| 60 m vallas (13.03)       | Thomas Munkelt República Democrática Alemana 7,62  | Viktor Miasnikov Unión Soviética 7,79                 | Arto Bryggare · Finlandia · 7,79     |
| Salto de altura (13.03)   | Jacek Wszoła · Polonia · 2,25 m                    | Rolf Beilschmidt República Democrática Alemana 2,22 m | Ruud Wielart · Países Bajos · 2,22 m |
| Salto con pértiga (12.03) | Władysław Kozakiewicz · Polonia · 5,51             | Antti Kalliomäki · Finlandia · 5,31                   | Mariusz Klimczyk · Polonia · 5,20    |
| Salto de longitud (13.03) | Hans Baumgartner Alemania Occidental 7,96          | Lutz Franke República Democrática Alemana 7,86        | László Szálma · Hungría · 7,78       |
| Salto triple (12.03)      | Viktor Saneyev Unión Soviética 16,65               | Jaak Uudmäe Unión Soviética 16,46                     | Bernard Lamitié Francia 16,45        |
| Peso (13.03)              | Hreinn Halldórsson Islandia 20,59                  | Geoff Capes Reino Unido 20,46                         | Władysław Komar · Polonia · 20,17    |

### Femenino
| Evento                    | Oro                                                  | Plata                                               | Bronce                                               |
| ------------------------- | ---------------------------------------------------- | --------------------------------------------------- | ---------------------------------------------------- |
| 60 m (13.03)              | Marlies Oelsner República Democrática Alemana 7,17 s | LIudmila Storozhkova Unión Soviética 7,24 s         | Rita Bottiglieri · Italia · 7,34 s                   |
| 400 m (13.03)             | Marita Koch República Democrática Alemana 51,14      | Verona Elder Reino Unido 52,75                      | Jelica Pavličić Yugoslavia 53,49                     |
| 800 m (13.03)             | Jane Colebrook Reino Unido 2:01,1                    | Totka Petrova Bulgaria 2:01,2                       | Elżbieta Katolik · Polonia · 2:01,3                  |
| 1500 m (13.03)            | Mary Stewart Reino Unido 4:09,4                      | Vesela Yatsinska Bulgaria 4:10,0                    | Rumiana Chavdarova Bulgaria 4:11,3                   |
| 60 m vallas (12.03)       | Liubov Nikitenko Unión Soviética 8,29                | Zofia Filip · Polonia · 8,34                        | Rita Bottiglieri · Italia · 8,39                     |
| Salto de altura (12.03)   | Sara Simeoni · Italia · 1,92 m                       | Brigitte Holzapfel Alemania Occidental 1,89 m       | Edit Sámuel · Hungría · 1,86 m                       |
| Salto de longitud (13.03) | Jarmila Nygrýnová Checoslovaquia 6,63                | Ildikó Erdelyi · Hungría · 6,55                     | Heidemarie Wycisk República Democrática Alemana 6,40 |
| Peso (13.03)              | Helena Fibingerová Checoslovaquia 21,46              | Ilona Slupaniek República Democrática Alemana 21,12 | Eva Wilms Alemania Occidental 20,87                  |

## Medallero
| Núm. | País           | Oro | Plata | Bronce | Total |
| ---- | -------------- | --- | ----- | ------ | ----- |
| 1    | RDA            | 4   | 4     | 1      | 9     |
| 2    | URSS           | 3   | 3     | 0      | 6     |
| 3    | Reino Unido    | 3   | 2     | 0      | 5     |
| 4    | RFA            | 2   | 2     | 1      | 5     |
| 5    | Polonia        | 2   | 1     | 5      | 8     |
| 6    | Checoslovaquia | 2   | 0     | 0      | 2     |
| 7    | Italia         | 1   | 0     | 2      | 3     |
| 8    | Bélgica        | 1   | 0     | 0      | 1     |
| 8    | Islandia       | 1   | 0     | 0      | 1     |
| 10   | Bulgaria       | 0   | 2     | 1      | 3     |
| 10   | Finlandia      | 0   | 2     | 1      | 3     |
| 12   | Hungría        | 0   | 1     | 3      | 4     |
| 13   | Francia        | 0   | 1     | 1      | 2     |
| 14   | Suecia         | 0   | 1     | 0      | 1     |
| 15   | Suiza          | 0   | 0     | 2      | 2     |
| 16   | Países Bajos   | 0   | 0     | 1      | 1     |
| 16   | Yugoslavia     | 0   | 0     | 1      | 1     |
|      | TOTAL          | 19  | 19    | 19     | 57    |